# ونسا دلگادو
ونسا دلگادو (زاده ۱۶ سپتامبر ۱۹۷۷) یک سیاستمدار آمریکایی اهل کالیفرنیا است. او که یک دموکرات بود، در سال ۲۰۱۸ در سنای ایالت کالیفرنیا خدمت کرد و شهردار سابق مونتبلو، کالیفرنیا است.
دلگادو به مدرسه Westridge در پاسادنا، کالیفرنیا رفت و در سال ۱۹۹۵ فارغ‌التحصیل شد. او سپس مدرک لیسانس خود را در رشته علوم سیاسی از دانشگاه استنفورد و کارشناسی ارشد مدیریت دولتی از دانشگاه کالیفرنیای جنوبی گرفت. او سپس در توسعه اقتصادی برای شهرهای پیکو ریورا، آناهیم، و داونی، کالیفرنیا کار کرد.